# Manfred Borchert
Manfred Borchert (* 10. Februar 1939; † 9. Februar 2017 in Amelsbüren) war ein deutscher Wirtschaftswissenschaftler  und Professor für Volkswirtschaftslehre.

## Leben
Borchert studierte nach einer Ausbildung zum Flugsicherungslotsen Volkswirtschaftslehre an der Universität Erlangen-Nürnberg. Im Jahr 1967 promovierte er dort mit dem Thema Das Heckscher-Ohlin-Theorem und das Leontief-Paradoxon. Anschließend führte ihn sein wissenschaftlicher Weg als Visiting Fellow (Gastwissenschaftler) an die Princeton University  in New Jersey. Nach seiner Rückkehr habilitierte er sich 1971 an der Universität Marburg zu den Bestimmungsgründen des Zinses.
Im Mai 1972 ging er an die WWU Münster, wo er zunächst Wissenschaftlicher Rat und dann ab 1974 Professor und Lehrstuhlinhaber für Volkswirtschaftslehre, insbesondere Geld und Währung (Lehrstuhl für monetäre Ökonomie) wurde. 1981/82 war er Dekan des Fachbereichs 4 in Münster, 1991/92 Mitglied der Gründungskommission der wirtschaftlichen Fakultät der Universität Leipzig. Zahlreiche Einladungen zu Gastaufenthalten und Gastprofessuren führten ihn ins Ausland, vorwiegend in die USA und nach China. Bis zu seiner Emeritierung 2004 war er aktives Mitglied der Wirtschaftswissenschaftlichen Fakultät der WWU Münster.

## Schriften (Auswahl)
- Die Zinsabhängigkeit der Geldnachfrage. Vandenhoeck und Ruprecht, Göttingen 1973.
- Außenwirtschaftslehre. Theorie und Politik. Westdeutscher Verlag, Wiesbaden 1977, später in mehreren Auflagen bei Springer veröffentlicht
- Mindestreservekonzeptionen. Gabler Verlag, Wiesbaden 1987, ISBN 3-409-14402-1.
- Die Mühen beim Umsteigen. Illustration unseres wirtschaftlichen Zusammenwachsens. Münster 1993, ISBN 3-89473-582-1.
- Geld und Kredit. Einführung in die Geldtheorie und Geldpolitik. Oldenbourg, München 2003, ISBN 3-486-27420-1.